# Millthorpe

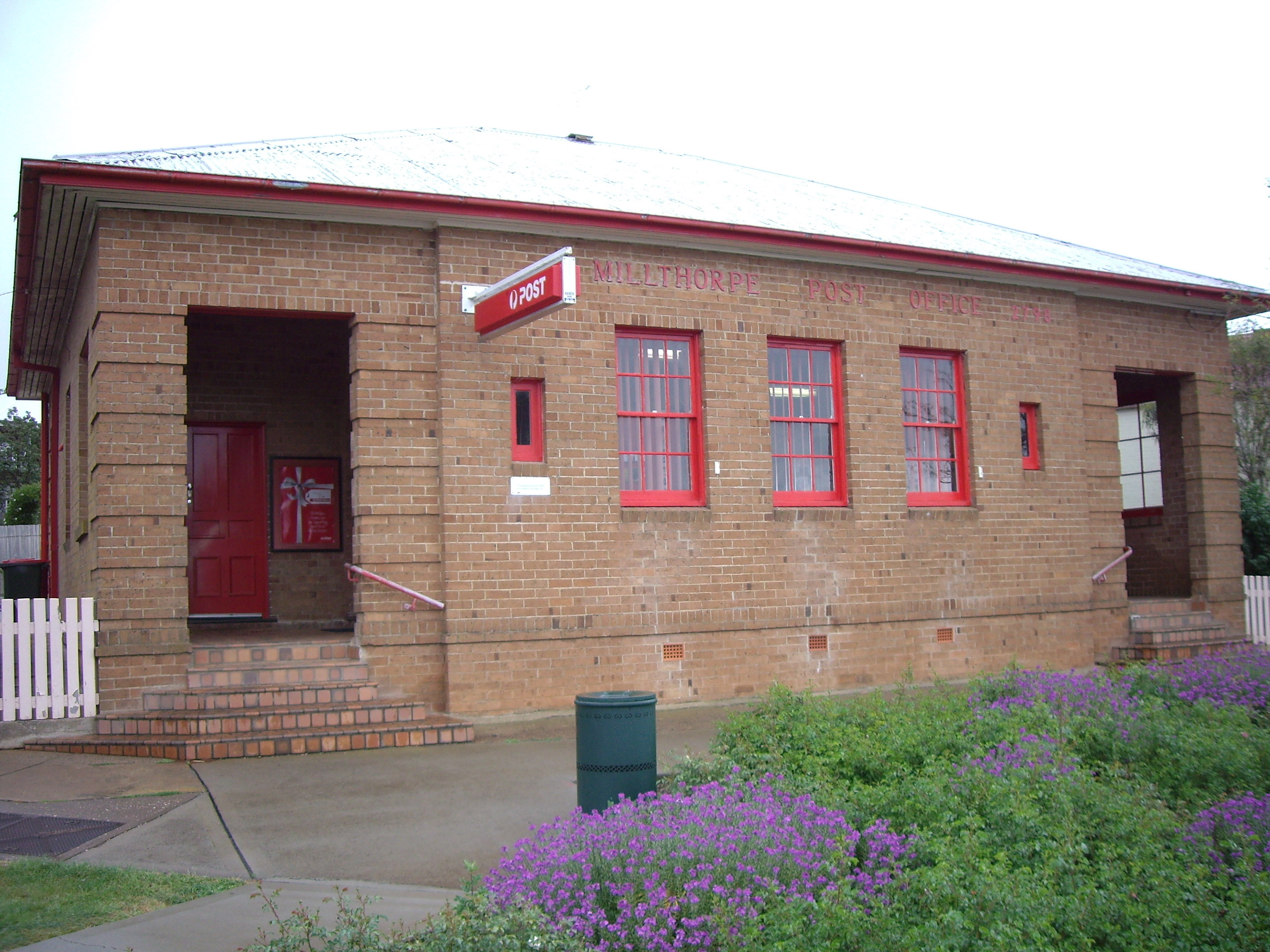
Le bureau de poste.

Millthorpe (725 habitants) est un village du comté de Blayney dans l'est de la Nouvelle-Galles du Sud en Australie.
Le village est situé à 252 km à l'ouest de Sydney et à 22 d'Orange
Le village vivait autrefois de la culture de la pomme de terre. Il a maintenant une agriculture plus diversifiée avec notamment des vignobles.